# Покровская церковь (Лариновка)
Покровская церковь — православный храм и памятник архитектуры местного значения в Лариновке.

## История
Приказом Министерства культуры 27.03.2013 № 228 присвоен статус памятник архитектуры местного значения с охранным № 10066-Чр под названием Покровская церковь. Установлена информационная доска.

## Описание
Покровская церковь — пример памятников деревянной монументальной архитектуры в русском стиле периода историзма («епархиальный стиль»). Построена в 1902 году (по другим данным в 1903) на месте деревянной церкви 1732 года.
Деревянная, квадратная в плане, зального типа церковь. Кубический объём увенчан куполом на восьмигранном барабане и 4 глухими фонариками по углам. Аналогичный фонарик — над гранённой апсидой. С запада сообщается с притвором, над которым расположена колокольня — восьмерик на восьмерике, увенчанный шатром. Для внешнего декора характерно широкое использование резьбы.